# Ряшківська волость
Ряшківська волость — адміністративно-територіальна одиниця Прилуцького повіту Полтавської губернії з центром у селі Ряшки.
Старшинами волості були:
- 1900 року козак Степан Варфоломійович Задорожко[1];
- 1904 року селянин Григорій Олексійович Грихно[2];
- 1913 року Григорій Тимофійович Мусієнко[3];
- 1915 року Микола Іванович Бутенко[4].